# NGC 5026
NGC 5026 (również PGC 46023) – galaktyka spiralna z poprzeczką (SBa), znajdująca się w gwiazdozbiorze Centaura. Odkrył ją John Herschel 5 czerwca 1834 roku.
W galaktyce tej zaobserwowano supernową SN 2009ev.